# Jeje-Nagô
Jeje-Nagô é o termo utilizado para designar a fusão das culturas jejes (também referida pelos nomes fons, euês, minas, fantis, axântis) e nagôs (também referida por iorubá) principalmente nas religiões afro-brasileiras onde são cultuados tanto Vodum como Orixás.
Muitas pessoas de cultura iorubá trazidas da África para a Bahia receberam o nome de nagôs, termo usado pelos franceses para designar os africanos da costa dos escravos, que falavam a língua iorubá, já os jejes eram provenientes do Reino do Daomé.
No plano religioso, houve fusão entre a mitologia iorubá e a jeje, por isso, é difícil distingui-las.
Hoje em dia o Jeje-Nagô é muito praticado principalmente no Batuque do Rio Grande do Sul.